# Priscilla (nome)
Priscilla  è un nome proprio di persona italiano femminile.

## Varianti
- Ipocoristici: Scilla[3]
- Maschili: Priscillo[2]

### Varianti in altre lingue
- Catalano: Priscil·la[4]
  - Maschili: Priscil[4]
- Francese: Priscille[3], Priscilla[3]
- Greco biblico: Πρισκιλλα (Priskilla)[3]
- Inglese: Priscilla[2][3][5][6]
  - Ipocoristici: Pris[3][6], Prissy[3][6], Sissy[3], Cissy[3], Sissie[3], Cece[3], Cilla[6], Scilla[6]
- Latino: Priscilla[2][3][4][5]
  - Maschili: Priscillus[4][5]
- Polacco: Pryscylla
- Portoghese: Priscila[3]
- Spagnolo: Priscila[3][4]
  - Maschili: Priscilo[4]

## Origine e diffusione
In origine diminutivo femminile del nome latino Priscus, che significa "antico", "venerabile", "primitivo", è divenuto nome indipendente, perdendo di fatto ogni connessione con il suo significato etimologico. Il nome è presente nel Nuovo Testamento con la figura di Priscilla, una donna cristiana incontrata da Paolo a Corinto. 
In italiano moderno è raro: negli anni 1970 ne erano attestate circa quattrocento occorrenze, sparse al Nord e al Centro Italia; dal Novecento è stato ripreso, come moda esotica, dalla lingua inglese. Per quanto riguarda i paesi anglofoni, cominciò ad essere usato dopo la Riforma Protestante, diventando particolarmente frequente fra i Puritani.

## Onomastico
L'onomastico si festeggia generalmente l'8 luglio in memoria di santa Priscilla, moglie di sant'Aquila. Con questo nome si ricorda anche una santa Priscilla, matrona romana, commemorata il 16 gennaio e da cui prendono il nome le catacombe di Santa Priscilla, spesso confusa con una santa Prisca, anch'essa matrona, ricordata invece il 18 gennaio.

## Persone

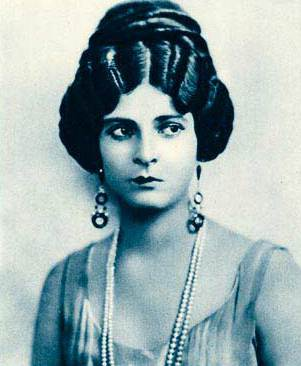
Priscilla Dean

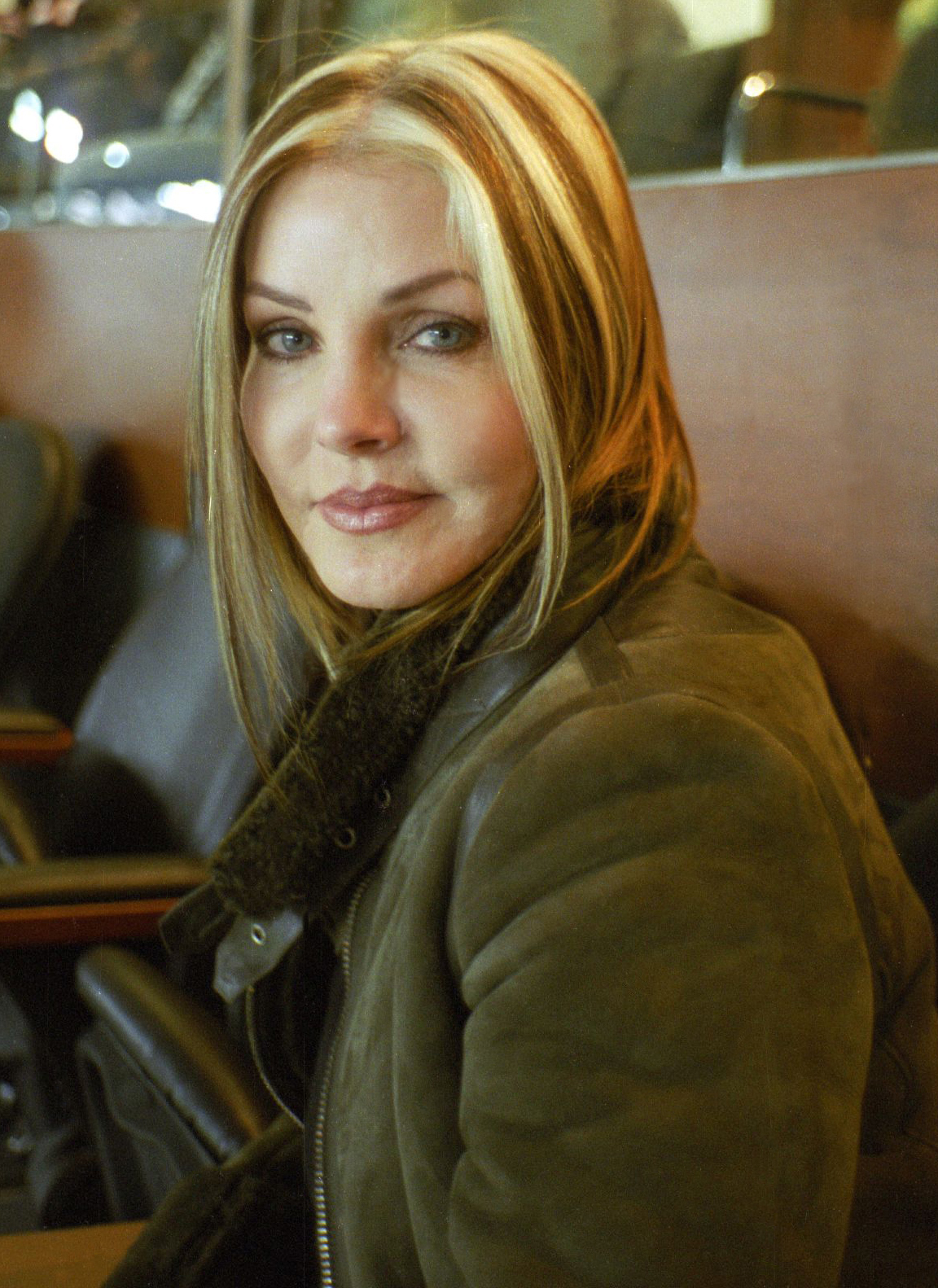
Priscilla Presley

- Priscilla Betti, attrice e cantante francese
- Priscilla Bonner, attrice statunitense
- Priscilla Chan, cantante cinese
- Priscilla Cooper Tyler, first lady statunitense
- Priscilla Dean, attrice statunitense
- Priscilla Hill, pattinatrice artistica su ghiaccio statunitense
- Priscilla Hon, tennista australiana
- Priscilla Lane, attrice e cantante statunitense
- Priscilla Lopes-Schliep, ostacolista canadese
- Priscilla Lopez, attrice, ballerina e cantante statunitense
- Priscilla Norman, nobildonna e attivista inglese
- Priscilla Pointer, attrice statunitense
- Priscilla Presley, attrice statunitense

### Variante Priscila
- Priscila Daroit, pallavolista brasiliana
- Priscila Faria de Oliviera, calciatrice brasiliana
- Priscila Machado, modella brasiliana
- Priscila Navarro, pianista peruviana naturalizzata canadese
- Priscila Perales, modella messicana

## Il nome nelle arti
- Priscilla è un personaggio del film del 2007 R. L. Stine: I racconti del brivido - Non ci pensare!, diretto da Alex Zamm.
- Priscilla è la pulcina fidanzata di Calimero, pulcino piccolo e nero protagonista di Carosello.
- Priscilla è un personaggio della serie manga e anime Gunslinger Girl.
- Priscilla è un personaggio della serie manga Claymore.
- Priscilla è il nome della bambola di Sara nella serie animata Lovely Sara.
- Priscilla è un personaggio del romanzo di Johnny Rosso All'ultimo sangue. della serie Super brividi.
- Priscilla è un personaggio del videogioco Fire Emblem: Rekka no Ken.
- Priscilla è il nome del torpedone nel film del 1994 Priscilla - La regina del deserto, diretto da Stephan Elliott.
- Priscilla Asagiri è un personaggio della serie anime Bubblegum Crisis.
- Priscilla Corvonero (o Cosetta Corvonero, o anche Corinna Corvonero nelle nuove traduzioni) è un personaggio dei romanzi della serie Harry Potter, creata da J. K. Rowling.
- Priscilla Eads è un personaggio del romanzo di Rex Stout I quattro cantoni.
- Priscilla Mezzosangue è un personaggio del videogioco Dark Souls.